# Curación milagrosa del beato Reginaldo de Orleans
Curación milagrosa del beato Reginaldo de Orleans es el tema de un lienzo de Francisco de Zurbarán, que tiene el número 2 en el catálogo razonado y crítico, realizado por la historiadora del arte Odile Delenda, especialista en este pintor.

## Introducción
El 17 de enero de 1626 firmó Zurbarán su primer gran encargo de una orden religiosa. Los dominicos del convento de San Pablo el Real le encargaron «21 cuadros...siendo catorce de ellos sobre la vida de Santo Domingo, cuatro de los doctores de la Iglesia y tres de San Buenaventura, Santo Tomás de Aquino y Santo Domingo». Parece que el magnífico Crucificado colocado en el mismo convento pertenece a un contrato posterior. No está claro si el presente lienzo y Santo Domingo en Soriano eran parte de la serie sobre la vida del santo, aunque su permanencia en el mismo lugar así parece indicarlo. Si así fuera, el presente lienzo sería uno de los primeros del conjunto.

## Tema de la obra
Reginaldo de Orleans, famoso por su conocimiento de derecho canónico, enfermó gravemente estando en Roma. Domingo de Guzmán, consciente de la sabiduría que Reginaldo podía aportar a la orden de predicadores, pidió a la Virgen la curación de Reginaldo, para que pudiera ingresar en dicha orden. La Virgen obró el milagro mediante la entrega de un escapulario, que desde entonces forma parte del hábito dominico.

## Análisis de la obra

### Datos técnicos y registrales
- Se encuentra in situ, en la iglesia de santa María Magdalena, antiguo convento de San Pablo el Real (Sevilla);

- Pintura al óleo sobre lienzo; 190 x 230 cm;
- Fecha de realización: ca.1626-1627;
- Restaurado en 1963-1964 por Julio Moisés hijo, y restaurado en Madrid en el ICR en 1965-1966;[4]
- Catalogado por O. Delenda con el número 2 y por Tiziana Frati con el 18.[5]

### Descripción de la obra
Esta obra primeriza evidencia torpezas de composición y de ejecución. Pese a ello, muestra fuerza y encanto, claridad narrativa, soltura en los colores, y capacidad de mostrar lo sublime en los objetos cotidianos, ya que el bodegón de la derecha es lo más logrado del conjunto. El lecho, dispuesto en diagonal, y la ventana de la izquierda recuerdan obras de Francisco Pacheco, mientras que la corona de angelotes remite a Roelas. La Virgen aparece acompañada de María Magdalena y de santa Catalina. Estas figuras femeninas auguran las célebres Santas de Zurbarán, y la maestría como están pintadas las telas anuncia también la futura producción del artista.

## Procedencia
1. Sevilla, convento de san Pablo el Real, actualmente iglesia Parroquial de la Magdalena.[4]